# Lasa Sindagoridze
Lasa Sindagoridze (grúzul: ლაშა შინდაგორიძე; Tbiliszi, 1993. január 30. –) grúz labdarúgó.

## Sikerei, díjai
- Dinamo Tbiliszi
  - Grúz bajnok: 2013–14